# Harald Bergsten
Adolf Harald von Koch-Bergsten, född 1 januari 1889 i Norrköping, död 20 augusti 1976 i Stockholm, var en svensk arkitekt.
Bergsten deltog på Hemutställningen 1917 med ett vardagsrum. Efter utställningen var han med och bildade Föreningen Verkstaden (1918-1924), tillsammans med bland andra Gunnar Asplund, Edward Hald, Simon Gate, Wilhelm Kåge och Carl Malmsten. Han var även medlem av Göteborgs Hantverks- och industriförening och deltog som sådan med ett vardagsrum på Jubileumsutställningen i Göteborg 1923. I övrigt hade han även bistått med konstnärlig utformning av utställningen i sin helhet. På 1920-talen arbetade Bergsten på Ernst Torulfs arkitektkontor i Göteborg, där han tillhörde en av Torulfs mest förtrogna och var bland annat ansvarig för den konstnärliga uppföljningen för Posthuset på Drottningtorget.
För Stockholmsutställningen 1930 ritade han en stålrörsmöbel tillverkad av Arvid Böhlmarks Lampfabrik. Han har även tecknat förlagor till kakelugnar. 
Bergsten var son till medicine doktor Wilhelm Bergsten och Octavie, född von Koch. Han var bror till arkitekten Carl Bergsten och konstnären Ninni Bergsten. Bergsten var gift med Anna Kämpe (1902–1993). De är alla begravda på Matteus begravningsplats i Norrköping.